# Aleksiej Szumakow
Aleksiej Wasiljewicz Szumakow (ros. Алексей Васильевич Шумаков; ur. 7 września 1948 w Pocziecie) – radziecki zapaśnik walczący w stylu klasycznym. Złoty medalista olimpijski z Montrealu 1976 w wadze do 48 kg.
Mistrz świata w 1977; drugi w 1978 i 1979. Mistrz Europy w 1976. Wicemistrz uniwersjady w 1973.
Mistrz ZSRR w 1972, drugi w 1979, a trzeci w 1977 roku.